# Giải vô địch bóng đá thế giới 2010
Giải vô địch bóng đá thế giới 2010 (hay Cúp bóng đá thế giới 2010, tiếng Anh: 2010 FIFA World Cup, tiếng Afrikaans: FIFA Sokker-Wêreldbekertoernooi in 2010) là lần tổ chức thứ 19 của giải vô địch bóng đá thế giới do FIFA tổ chức, diễn ra tại Nam Phi từ ngày 11 tháng 6 đến ngày 11 tháng 7 năm 2010. Đây là kỳ World Cup lần đầu tiên được diễn ra ở châu Phi. 
Đội tuyển Tây Ban Nha có lần đầu tiên giành chức vô địch sau khi đánh bại đội tuyển Hà Lan với tỷ số 1-0 sau 120 phút trong trận chung kết diễn ra trên sân vận động Soccer City tại Johannesburg. Họ trở thành đội vô địch ghi ít bàn thắng nhất với 8 pha lập công tất cả, đồng thời trở thành đội bóng châu Âu đầu tiên đăng quang tại một giải đấu được tổ chức ở ngoài lục địa. Ý cũng trở thành đội đương kim vô địch thứ tư bị loại ngay từ vòng đấu bảng (sau lần đầu tiên vào năm 1950 cùng với hai đội bóng khác là Brasil năm 1966 và Pháp năm 2002). Chủ nhà Nam Phi trở thành đội chủ nhà đầu tiên không vượt qua được vòng bảng của một kỳ World Cup.

## Giành quyền đăng cai
Sau khi Nam Phi thất bại trong cuộc đua giành quyền đăng cai World Cup 2006, FIFA ra quyết định World Cup 2010 sẽ được tổ chức ở châu Phi và muốn thực hiện chính sách sáu liên đoàn châu lục thành viên sẽ lần lượt xoay vòng tổ chức vòng chung kết Giải vô địch bóng đá thế giới. Tuy nhiên chính sách này đã bị bãi bỏ vào năm 2007.
FIFA đã nhận được bốn hồ sơ xin đăng cai từ năm quốc gia thuộc lục địa đen: Nam Phi, Maroc, Ai Cập và hồ sơ xin đồng đăng cai của Tunisia và Libya. Nhưng theo quyết định của Ủy ban điều hành của FIFA về việc không chấp nhận hồ sơ đồng đăng cai, Tunisia đã rút lui. Ủy ban cũng không chấp nhận hồ sơ Libya xin đăng cai riêng do thiếu những điều kiện cần thiết.
Quốc gia giành quyền đăng cai World Cup 2010 được chủ tịch FIFA Sepp Blatter công bố vào ngày 15 tháng 5 năm 2004 tại Zurich. Nam Phi giành chiến thắng ngay trong vòng bỏ phiếu đầu tiên khi có được 14 phiếu bầu, Maroc được 10 phiếu còn Ai Cập không giành được bất kỳ lá phiếu nào.

## Vòng loại
Vòng loại Giải vô địch bóng đá thế giới 2010 chính thức khởi tranh từ ngày 25 tháng 8 năm 2007 và kết thúc vào ngày 18 tháng 11 năm 2009. Bên cạnh đội chủ nhà Nam Phi được vào thẳng vòng chung kết, 203 quốc gia và vùng lãnh thổ khác trong tổng số 208 thành viên của FIFA đã tham dự vòng loại để chọn ra 31 đội được phân bổ theo sáu liên đoàn châu lục gồm:
- Châu Âu (UEFA): 53 đội chọn 13 đội
- Châu Phi (CAF): 53 đội chọn 5 đội (không kể chủ nhà Nam Phi)
- Châu Á (AFC): 43 đội chọn lấy 4 hoặc 5 đội (đấu vé vớt với OFC)
- Châu Đại Dương (OFC): 9 đội chọn lấy 0 hoặc 1 đội (đấu vé vớt với AFC)
- Bắc, Trung Mỹ và Caribe (CONCACAF): 35 đội chọn lấy 3 hoặc 4 đội (đấu vé vớt với CONMEBOL)
- Nam Mỹ (CONMEBOL): 10 đội chọn lấy 4 hoặc 5 đội (đấu vé vớt với CONCACAF)

Kỳ World Cup lần này cũng là sự kiện thể thao quy tụ được nhiều quốc gia và vùng lãnh thổ nhất, cùng với Thế vận hội Mùa hè 2008.

### Các đội giành quyền vào vòng chung kết
Dưới đây là danh sách các đội giành quyền tham dự vòng chung kết.

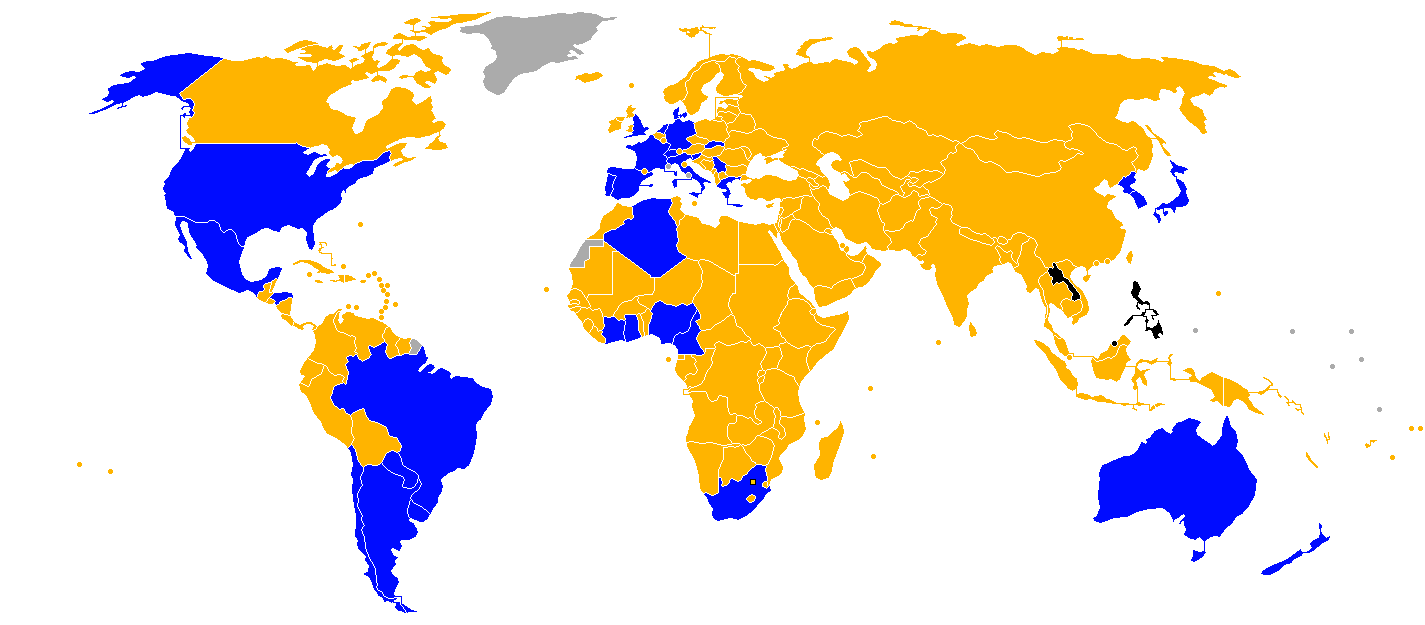
Các quốc gia đã đủ điều kiện cho giải vô địch bóng đá thế giới 2010
Các quốc gia đã không vượt qua vòng loại
Quốc gia không tham dự
Quốc gia không phải là thành viên FIFA

| AFC (4) - Úc (20) - Nhật Bản (45) - CHDCND Triều Tiên (105) - Hàn Quốc (47) CAF (6) - Algérie (30) - Cameroon (19) - Ghana (32) - Bờ Biển Ngà (27) - Nigeria (21) - Nam Phi (83) (chủ nhà) | CONCACAF (3) - Honduras (38) - México (17) - Hoa Kỳ (14) CONMEBOL (5) - Argentina (7) - Brasil (1) - Chile (18) - Paraguay (31) - Uruguay (16) OFC (1) - New Zealand (78) | UEFA (13) - Đan Mạch (36) - Anh (8) - Pháp (9) - Đức (6) - Hy Lạp (13) - Ý (5) - Hà Lan (4) - Bồ Đào Nha (3) - Serbia (15) - Slovakia (34) - Slovenia (25) - Tây Ban Nha (2) - Thụy Sĩ (24) |  |

## Sân vận động
Ngay từ năm 2005, các nhà tổ chức đã đề cử lên FIFA danh sách 13 địa điểm thi đấu tại Bloemfontein, Cape Town, Durban, Johannesburg (2 sân), Kimberley, Klerksdorp, Nelspruit, Orkney, Polokwane, Port Elizabeth, Pretoria và Rustenburg. Danh sách này đã được xem xét và rút gọn xuống mười sân tại chín thành phố bởi FIFA ngày 17 tháng 3, 2006 (bỏ Kimberley, Klerksdorp và Orkney).
Sân Soccer City với sức chứa 84.490 người được chọn làm sân khai mạc và chung kết giải đấu. Sân Soccer City và sân Ellis Park ở Johannesburg nằm trên độ cao 1.750 mét so với mực nước biển, bốn trong số tám sân còn lại là trên 1.200 mét; sân Mbombela có độ cao 660m, các sân Cape Town, Moses Mabhida và Nelson Mandela Bay nằm gần mực nước biển.
| Johannesburg                                       | Johannesburg | Cape Town | Durban                                                 |
| -------------------------------------------------- | --- | --- | ------------------------------------------------------ |
| Sân vận động FNB (Soccer City)                     | Sân vận động Ellis Park | Sân vận động Cape Town (Sân vận động Green Point)                                                                                       | Sân vận động Moses Mabhida (Sân vận động Durban)       |
| 26°14′5,27″N 27°58′56,47″Đ / 26,23333°N 27,96667°Đ | 26°11′51,07″N 28°3′38,76″Đ / 26,18333°N 28,05°Đ                                                                                         | 33°54′12,46″N 18°24′40,15″Đ / 33,9°N 18,4°Đ                                                                                             | 29°49′46″N 31°01′49″Đ / 29,82944°N 31,03028°Đ          |
| Sức chứa: 84.490                                   | Sức chứa: 55.686 | Sức chứa: 64.100 | Sức chứa: 62.760                                       |
| Tập tin:Soccer City Stadium Exterior.jpg           | | Tập tin:South Africa - Cape Town Drieankerbaai from Lion's head.jpg                                                                     | Tập tin:Moses Mabhida Stadion durban aerial view 1.jpg |
| Pretoria                                           | JohannesburgDurbanCape Town PretoriaPort ElizabethBloemfonteinPolokwaneRustenburg NelspruitGiải vô địch bóng đá thế giới 2010 (Nam Phi) | JohannesburgDurbanCape Town PretoriaPort ElizabethBloemfonteinPolokwaneRustenburg NelspruitGiải vô địch bóng đá thế giới 2010 (Nam Phi) | Port Elizabeth                                         |
| Sân vận động Loftus Versfeld                       | JohannesburgDurbanCape Town PretoriaPort ElizabethBloemfonteinPolokwaneRustenburg NelspruitGiải vô địch bóng đá thế giới 2010 (Nam Phi) | JohannesburgDurbanCape Town PretoriaPort ElizabethBloemfonteinPolokwaneRustenburg NelspruitGiải vô địch bóng đá thế giới 2010 (Nam Phi) | Sân vận động Nelson Mandela Bay                        |
| 25°45′12″N 28°13′22″Đ / 25,75333°N 28,22278°Đ      | JohannesburgDurbanCape Town PretoriaPort ElizabethBloemfonteinPolokwaneRustenburg NelspruitGiải vô địch bóng đá thế giới 2010 (Nam Phi) | JohannesburgDurbanCape Town PretoriaPort ElizabethBloemfonteinPolokwaneRustenburg NelspruitGiải vô địch bóng đá thế giới 2010 (Nam Phi) | 33°56′16″N 25°35′56″Đ / 33,93778°N 25,59889°Đ          |
| Sức chứa: 42.858                                   | JohannesburgDurbanCape Town PretoriaPort ElizabethBloemfonteinPolokwaneRustenburg NelspruitGiải vô địch bóng đá thế giới 2010 (Nam Phi) | JohannesburgDurbanCape Town PretoriaPort ElizabethBloemfonteinPolokwaneRustenburg NelspruitGiải vô địch bóng đá thế giới 2010 (Nam Phi) | Sức chứa: 42.486                                       |
|                                                    | JohannesburgDurbanCape Town PretoriaPort ElizabethBloemfonteinPolokwaneRustenburg NelspruitGiải vô địch bóng đá thế giới 2010 (Nam Phi) | JohannesburgDurbanCape Town PretoriaPort ElizabethBloemfonteinPolokwaneRustenburg NelspruitGiải vô địch bóng đá thế giới 2010 (Nam Phi) |                                                        |
| Rustenburg                                         | Polokwane | Nelspruit | Bloemfontein                                           |
| 25°34′43″N 27°09′39″Đ / 25,5786°N 27,1607°Đ        | 23°55′29″N 29°28′08″Đ / 23,924689°N 29,468765°Đ                                                                                         | 25°27′42″N 30°55′47″Đ / 25,46172°N 30,929689°Đ                                                                                          | 29°07′2,25″N 26°12′31,85″Đ / 29,11667°N 26,2°Đ         |
| Sân vận động Royal Bafokeng                        | Sân vận động Peter Mokaba | Sân vận động Mbombela | Sân vận động Free State                                |
| Sức chứa: 42.000                                   | Sức chứa: 41.733 | Sức chứa: 40.929 | Sức chứa: 40.911                                       |
|                                                    | Tập tin:Peter Mokaba Stadium in Polokwane, Limpopo, South Africa (8714600990).jpg                                                       | |                                                        |

## Đại bản doanh các đội
| Đội tuyển         | Thành phố     | Tỉnh          | Đội tuyển                                         | Thành phố        | Tỉnh          |
| ----------------- | ------------- | ------------- | ------------------------------------------------- | ---------------- | ------------- |
| Đức               | Centurion     | Gauteng       | Ghana                                             | Gauteng          | Gauteng       |
| Algérie           | Durban        | KwaZulu-Natal | Hy Lạp                                            | Durban           | KwaZulu-Natal |
| Argentina         | Pretoria      | Gauteng       | [[File:\|23x15px\|border \|alt=\|link=]] Honduras | Johannesburg     | Gauteng       |
| Úc                | Muldersdrift  | Gauteng       | Anh                                               | Rustenburg       | North West    |
| Brasil            | Johannesburg  | Gauteng       | Ý                                                 | Centurion        | Gauteng       |
| Cameroon          | Durban        | KwaZulu-Natal | Nhật Bản                                          | George           | Western Cape  |
| Chile             | Nelspruit     | Mpumalanga    | México                                            | Johannesburg     | Gauteng       |
| CHDCND Triều Tiên | Johannesburg  | Gauteng       | Nigeria                                           | Durban           | KwaZulu-Natal |
| Hàn Quốc          | Rustenburg    | North West    | New Zealand                                       | Johannesburg     | Gauteng       |
| Bờ Biển Ngà       | Durban        | KwaZulu-Natal | Hà Lan                                            | Sandton          | Gauteng       |
| Đan Mạch          | Knysna        | Western Cape  | Paraguay                                          | Pietermaritzburg | KwaZulu-Natal |
| Slovakia          | Pretoria      | Gauteng       | Bồ Đào Nha                                        | Magaliesburg     | Gauteng       |
| Slovenia          | Johannesburg  | Gauteng       | Serbia                                            | Johannesburg     | Gauteng       |
| Tây Ban Nha       | Potchefstroom | North West    | Nam Phi                                           | Sandton          | Gauteng       |
| Hoa Kỳ            | Pretoria      | Gauteng       | Thụy Sĩ                                           | Vanderbijlpark   | Gauteng       |
| Pháp              | Knysna        | Western Cape  | Uruguay                                           | Kimberley        | Northern Cape |

## Tiền thưởng và hỗ trợ cho các câu lạc bộ
Tổng số tiền thưởng của FIFA ở giải lần này là 420 triệu đôla, tăng 60% so với giải năm 2006. Trước giải đấu, mỗi đội được nhận một triệu đôla cho công tác chuẩn bị. Trong quá trình thi đấu, mỗi đội được nhận thêm 8 triệu đôla nữa. Cơ chế giải thưởng như sau:
- 9 triệu đôla - Vòng 2
- 18 triệu đôla - Tứ kết
- 20 triệu đôla - Bán kết
- 24 triệu đôla - Á quân
- 30 triệu đôla - Vô địch

Lần đầu tiên trong lịch sử các kỳ World Cup, FIFA hỗ trợ tài chính các câu lạc bộ có cầu thủ tham dự vòng chung kết. Tổng số tiền hỗ trợ là 26 triệu€, ước tính vào khoảng 1.000€ cho một cầu thủ cho mỗi ngày thi đấu tại giải.
Đây là kết quả từ thỏa thuận đạt được giữa FIFA và các câu lạc bộ châu Âu để giải thể tổ chức G-14 và họ từ bỏ các vụ kiện bắt đầu tiến hành từ năm 2005, như câu lạc bộ Bỉ Charleroi S.C. vì tuyển thủ người Maroc Abdelmajid Oulmers bị chấn thương trong một trận giao hữu quốc tế năm 2004, hay như câu lạc bộ Anh Newcastle United vì Michael Owen bị chấn thương tại World Cup 2006.

## Các nhà tài trợ
Ngoài các đối tác chính thức (Adidas, Coca-Cola, Emirates, Hyundai, Sony và VISA, FIFA đã ký kết thỏa thuận các đối tác tài trợ cụ thể cho World Cup 2010 gồm tám công ty: Budweiser, Castrol, Continental, McDonald's, MTN, Mahindra Satyam (công ty Ấn Độ đầu tiên tài trợ cho một kì World Cup), Seara và Yingli Solar76, tổng số tiền tài trợ là 1,6 tỷ USD.

## Khai mạc
Lễ khai mạc bắt đầu vào chiều tối thứ sáu ngày 11 tháng 6 năm 2010, diễn ra trên sân Soccer City với 94.000 chỗ ngồi - sân lớn nhất châu Phi, buổi lễ kéo dài khoảng 30 phút. Chương trình khai mạc được chia làm sáu phần, gồm chủ yếu là những lời ca, điệu nhạc rộn rã từ các ca sĩ nổi tiếng của Nam Phi, Algérie hay Ghana, không có hiệu ứng ánh sáng hoành tráng vì diễn ra buổi chiều địa phương - thành phố Johannesburg.

## Chia bảng
Buổi lễ bốc thăm chia bảng diễn ra trang trọng tại Cape Town, Nam Phi ngày 4 tháng 12 năm 2009. Nữ diễn viên Charlize Theron và thư ký FIFA Jérôme Valcke là những người tiến hành bốc các lá thăm. 32 đội tuyển được chia thành bốn nhóm. Nhóm 1 là nhóm hạt giống và đội chủ nhà Nam Phi. Nhóm 2 gồm các đội AFC, khu vực CONCACAF và OFC. Nhóm 3 gồm các đội Nam Mỹ và châu Phi không phải là hạt giống. Nhóm 4 gồm các đội châu Âu không phải là hạt giống. Việc chọn các đội hạt giống dựa vào bảng xếp hạng của FIFA vào thời điểm tháng 10 năm 2009.
Đội chủ nhà Nam Phi được xếp tự động vào bảng A. Bảy đội hạt giống khác được phân chia vào các bảng từ B đến H. Mỗi bảng sẽ có một đội của mỗi nhóm. Trừ châu Âu, thể thức bốc thăm đảm bảo để không có cùng hai đội thuộc cùng một liên đoàn rơi vào chung một bảng. Nam Phi sẽ tránh các đội châu Phi ở nhóm 3, còn Argentina và Brasil sẽ tránh các đội Nam Mỹ ở nhóm này. Hai đội châu Phi được bốc ra đầu tiên sẽ vào cùng bảng với Argentina và Brasil.
| Nhóm hạt giống (Chủ nhà & Top 7)                                                  | Nhóm 2 (AFC, CONCACAF & OFC) | Nhóm 3 (CAF & CONMEBOL)                                                         | Nhóm 4 (UEFA)                                                                  |
| --------------------------------------------------------------------------------- | --- | ------------------------------------------------------------------------------- | ------------------------------------------------------------------------------ |
| Nam Phi (đội chủ nhà) · Brasil · Tây Ban Nha · Hà Lan · Ý · Đức · Argentina · Anh | Úc · Nhật Bản · CHDCND Triều Tiên · Hàn Quốc · [[File:\|23x15px\|border \|alt=\|link=]] Honduras · México · Hoa Kỳ · New Zealand | Algérie · Cameroon · Bờ Biển Ngà · Ghana · Nigeria · Chile · Paraguay · Uruguay | Đan Mạch · Pháp · Hy Lạp · Bồ Đào Nha · Serbia · Slovakia · Slovenia · Thụy Sĩ |

## Trọng tài
Dưới đây là danh sách trọng tài được FIFA lựa chọn để điều hành giải:
| AFC Khalil Al Ghamdi (Ả Rập Xê Út) Ravshan Irmatov (Uzbekistan) Subkhiddin Mohd Salleh (Malaysia) Nishimura Yuichi (Nhật Bản) CAF Mohamed Benouza (Algérie) Koman Coulibaly (Mali) Jerome Damon (Nam Phi) Eddy Maillet (Seychelles) CONCACAF Joel Aguilar (El Salvador) Benito Archundia (México) Carlos Batres (Guatemala) Marco Antonio Rodríguez (México) OFC Michael Hester (New Zealand) Peter O'Leary (New Zealand) | CONMEBOL Carlos Amarilla (Paraguay) Héctor Baldassi (Argentina) Jorge Larrionda (Uruguay) Pablo Pozo (Chile) Óscar Ruiz (Colombia) Carlos Simon (Brasil) UEFA Olegário Benquerença (Bồ Đào Nha) Massimo Busacca (Thụy Sĩ) Frank De Bleeckere (Bỉ) Martin Hansson (Thụy Điển) Viktor Kassai (Hungary) Stephane Lannoy (Pháp) Roberto Rosetti (Ý) Wolfgang Stark (Đức) Alberto Undiano Mallenco (Tây Ban Nha) Howard Webb (Anh) |

## Đội hình
Mỗi đội tuyển tham gia vòng chung kết Giải vô địch bóng đá thế giới 2010 có quyền đăng ký 23 cầu thủ, trong đó có tối thiểu ba thủ môn. Hạn cuối cùng để nộp danh sách là ngày 1 tháng 6 năm 2010. Trong trường hợp chấn thương vào phút chót, các đội tuyển có thể thay đổi danh sách chậm nhất là vào 24 giờ trước trận đấu khai mạc giải.
Trong 736 cầu thủ tham dự giải, hơn một nửa đang thi đấu tại năm giải vô địch quốc gia mạnh nhất châu Âu; dẫn đầu là FA Premier League của Anh (117 cầu thủ), Bundesliga (Đức) (84 cầu thủ), Serie A (Ý) (80 cầu thủ), La Liga (Tây Ban Nha) (59 cầu thủ) và Ligue 1 (Pháp) (46 cầu thủ). Các đội tuyển Anh, Đức và Ý mang tới Nam Phi một đội hình gồm toàn bộ các cầu thủ đang thi đấu tại giải quốc nội, trong khi ngược lại Nigeria thì toàn bộ các cầu thủ đang thi đấu tại nước ngoài. Tổng cộng, các cầu thủ đang thi đấu tại 52 giải vô địch quốc gia khác nhau. FC Barcelona là câu lạc bộ có nhiều cầu thủ tham dự giải nhất, với 13 cầu thủ, trong đó có bảy người được gọi vào đội tuyển Tây Ban Nha, ngoài ra còn có bảy câu lạc bộ khác cũng cung cấp trên 10 cầu thủ mỗi câu lạc bộ.
Lần đầu tiên trong lịch sử các kỳ World Cup, có ba anh em ruột cùng tham dự với tư cách cầu thủ, khi ba anh em Jerry, Johnny và Wilson Palacios đều nằm trong danh sách 23 cầu thủ của tuyển Honduras.

## Vòng chung kết

### Vòng bảng
Giờ thi đấu tính theo giờ địa phương (GMT+2)
| Vô địch Á quân | Hạng ba Hạng tư | Tứ kết Vòng 16 đội | Vòng bảng |

Xếp hạng vòng bảng

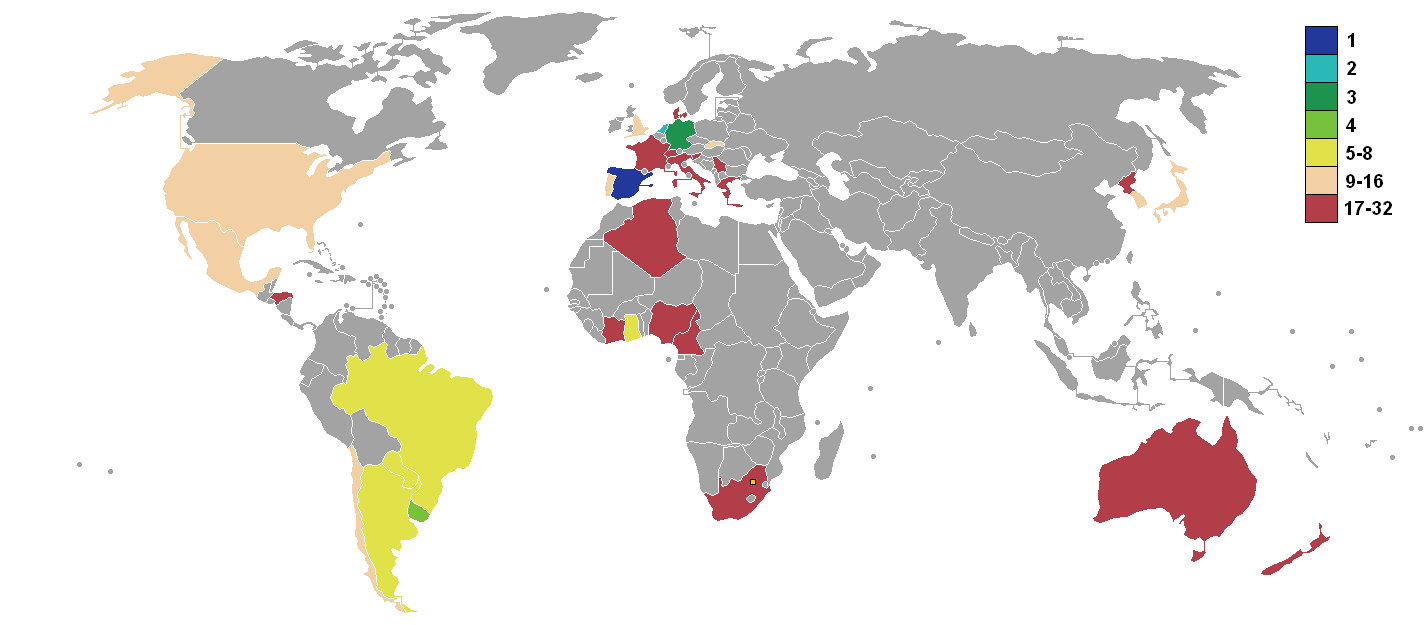
Vô địch
Á quân
Hạng ba
Hạng tư
Tứ kết
Vòng 16 đội
Vòng bảng

Trong trường hợp có hai hay nhiều đội bằng điểm nhau sau khi vòng đấu bảng kết thúc, việc phân định ngôi thứ sẽ dựa trên các tiêu chuẩn sau:
1. Có hiệu số bàn thắng bại cao nhất trong tất cả các trận đấu của bảng;
2. Ghi được nhiều bàn thắng nhất trong tất cả các trận đấu của bảng;
3. Giành được nhiều điểm hơn trong các trận đối đầu trực tiếp;
4. Có hiệu số bàn thắng bại cao hơn trong các trận đối đầu trực tiếp;
5. Ghi được nhiều bàn thắng hơn trong tất cả các trận đối đầu trực tiếp;
6. Ủy ban tổ chức của FIFA tiến hành bốc thăm.

| Màu sắc được sử dụng trong bảng | Màu sắc được sử dụng trong bảng |
| ------------------------------- | ------------------------------- |
|                                 | Đội giành quyền vào vòng 16 đội |

#### Bảng A
| Đội         | Tr | T | H | B | BT | BB | HS | Đ |
| ----------- | -- | - | - | - | -- | -- | -- | - |
| Uruguay     | 3  | 2 | 1 | 0 | 4  | 0  | +4 | 7 |
| México      | 3  | 1 | 1 | 1 | 3  | 2  | +1 | 4 |
| Nam Phi (H) | 3  | 1 | 1 | 1 | 3  | 5  | −2 | 4 |
| Pháp        | 3  | 0 | 1 | 2 | 1  | 4  | −3 | 1 |

(H) Chủ nhà.   
| 11 tháng 6 năm 2010 |     |         |                                         |
| Nam Phi             | 1–1 | México  | Soccer City, Johannesburg               |
| Uruguay             | 0–0 | Pháp    | Sân vận động Cape Town, Cape Town       |
| 16 tháng 6 năm 2010 |     |         |                                         |
| Nam Phi             | 0–3 | Uruguay | Sân vận động Loftus Versfeld, Pretoria  |
| 17 tháng 6 năm 2010 |     |         |                                         |
| Pháp                | 0–2 | México  | Sân vận động Peter Mokaba, Polokwane    |
| 22 tháng 6 năm 2010 |     |         |                                         |
| México              | 0–1 | Uruguay | Sân vận động Royal Bafokeng, Rustenburg |
| Pháp                | 1–2 | Nam Phi | Sân vận động Free State, Bloemfontein   |

#### Bảng B
| Đội       | Tr | T | H | B | BT | BB | HS | Đ |
| --------- | -- | - | - | - | -- | -- | -- | - |
| Argentina | 3  | 3 | 0 | 0 | 7  | 1  | +6 | 9 |
| Hàn Quốc  | 3  | 1 | 1 | 1 | 5  | 6  | −1 | 4 |
| Hy Lạp    | 3  | 1 | 0 | 2 | 2  | 5  | −3 | 3 |
| Nigeria   | 3  | 0 | 1 | 2 | 3  | 5  | −2 | 1 |

| 12 tháng 6 năm 2010 |     |           |                                                 |
| Hàn Quốc            | 2–0 | Hy Lạp    | Sân vận động Nelson Mandela Bay, Port Elizabeth |
| Argentina           | 1–0 | Nigeria   | Sân vận động Ellis Park, Johannesburg           |
| 17 tháng 6 năm 2010 |     |           |                                                 |
| Argentina           | 4–1 | Hàn Quốc  | Soccer City, Johannesburg                       |
| Hy Lạp              | 2–1 | Nigeria   | Sân vận động Free State, Bloemfontein           |
| 22 tháng 6 năm 2010 |     |           |                                                 |
| Nigeria             | 2–2 | Hàn Quốc  | Sân vận động Moses Mabhida, Durban              |
| Hy Lạp              | 0–2 | Argentina | Sân vận động Peter Mokaba, Polokwane            |

#### Bảng C
| Đội      | Tr | T | H | B | BT | BB | HS | Đ |
| -------- | -- | - | - | - | -- | -- | -- | - |
| Hoa Kỳ   | 3  | 1 | 2 | 0 | 4  | 3  | +1 | 5 |
| Anh      | 3  | 1 | 2 | 0 | 2  | 1  | +1 | 5 |
| Slovenia | 3  | 1 | 1 | 1 | 3  | 3  | 0  | 4 |
| Algérie  | 3  | 0 | 1 | 2 | 0  | 2  | −2 | 1 |

| 12 tháng 6 năm 2010 |     |          |                                                 |
| Anh                 | 1–1 | Hoa Kỳ   | Sân vận động Royal Bafokeng, Rustenburg         |
| 13 tháng 6 năm 2010 |     |          |                                                 |
| Algérie             | 0–1 | Slovenia | Sân vận động Peter Mokaba, Polokwane            |
| 18 tháng 6 năm 2010 |     |          |                                                 |
| Slovenia            | 2–2 | Hoa Kỳ   | Sân vận động Ellis Park, Johannesburg           |
| Anh                 | 0–0 | Algérie  | Sân vận động Cape Town, Cape Town               |
| 23 tháng 6 năm 2010 |     |          |                                                 |
| Slovenia            | 0–1 | Anh      | Sân vận động Nelson Mandela Bay, Port Elizabeth |
| Hoa Kỳ              | 1–0 | Algérie  | Sân vận động Loftus Versfeld, Pretoria          |

#### Bảng D
| Đội    | Tr | T | H | B | BT | BB | HS | Đ |
| ------ | -- | - | - | - | -- | -- | -- | - |
| Đức    | 3  | 2 | 0 | 1 | 5  | 1  | +4 | 6 |
| Ghana  | 3  | 1 | 1 | 1 | 2  | 2  | 0  | 4 |
| Úc     | 3  | 1 | 1 | 1 | 3  | 6  | −3 | 4 |
| Serbia | 3  | 1 | 0 | 2 | 2  | 3  | −1 | 3 |

| 13 tháng 6 năm 2010 |     |        |                                                 |
| Serbia              | 0–1 | Ghana  | Sân vận động Loftus Versfeld, Pretoria          |
| Đức                 | 4–0 | Úc     | Sân vận động Moses Mabhida, Durban              |
| 18 tháng 6 năm 2010 |     |        |                                                 |
| Đức                 | 0–1 | Serbia | Sân vận động Nelson Mandela Bay, Port Elizabeth |
| 19 tháng 6 năm 2010 |     |        |                                                 |
| Ghana               | 1–1 | Úc     | Sân vận động Royal Bafokeng, Rustenburg         |
| 23 tháng 6 năm 2010 |     |        |                                                 |
| Ghana               | 0–1 | Đức    | Soccer City, Johannesburg                       |
| Úc                  | 2–1 | Serbia | Sân vận động Mbombela, Nelspruit                |

#### Bảng E
| Đội      | Tr | T | H | B | BT | BB | HS | Đ |
| -------- | -- | - | - | - | -- | -- | -- | - |
| Hà Lan   | 3  | 3 | 0 | 0 | 5  | 1  | +4 | 9 |
| Nhật Bản | 3  | 2 | 0 | 1 | 4  | 2  | +2 | 6 |
| Đan Mạch | 3  | 1 | 0 | 2 | 3  | 6  | −3 | 3 |
| Cameroon | 3  | 0 | 0 | 3 | 2  | 5  | −3 | 0 |

| 14 tháng 6 năm 2010 |     |          |                                         |
| Hà Lan              | 2–0 | Đan Mạch | Soccer City, Johannesburg               |
| Nhật Bản            | 1–0 | Cameroon | Sân vận động Free State, Bloemfontein   |
| 19 tháng 6 năm 2010 |     |          |                                         |
| Hà Lan              | 1–0 | Nhật Bản | Sân vận động Moses Mabhida, Durban      |
| Cameroon            | 1–2 | Đan Mạch | Sân vận động Loftus Versfeld, Pretoria  |
| 24 tháng 6 năm 2010 |     |          |                                         |
| Đan Mạch            | 1–3 | Nhật Bản | Sân vận động Royal Bafokeng, Rustenburg |
| Cameroon            | 1–2 | Hà Lan   | Sân vận động Cape Town, Cape Town       |

#### Bảng F
| Đội         | Tr | T | H | B | BT | BB | HS | Đ |
| ----------- | -- | - | - | - | -- | -- | -- | - |
| Paraguay    | 3  | 1 | 2 | 0 | 3  | 1  | +2 | 5 |
| Slovakia    | 3  | 1 | 1 | 1 | 4  | 5  | −1 | 4 |
| New Zealand | 3  | 0 | 3 | 0 | 2  | 2  | 0  | 3 |
| Ý           | 3  | 0 | 2 | 1 | 4  | 5  | −1 | 2 |

| 14 tháng 6 năm 2010 |     |             |                                         |
| Ý                   | 1–1 | Paraguay    | Sân vận động Cape Town, Cape Town       |
| 15 tháng 6 năm 2010 |     |             |                                         |
| New Zealand         | 1–1 | Slovakia    | Sân vận động Royal Bafokeng, Rustenburg |
| 20 tháng 6 năm 2010 |     |             |                                         |
| Slovakia            | 0–2 | Paraguay    | Sân vận động Free State, Bloemfontein   |
| Ý                   | 1–1 | New Zealand | Sân vận động Mbombela, Nelspruit        |
| 24 tháng 6 năm 2010 |     |             |                                         |
| Slovakia            | 3–2 | Ý           | Sân vận động Ellis Park, Johannesburg   |
| Paraguay            | 0–0 | New Zealand | Sân vận động Peter Mokaba, Polokwane    |

#### Bảng G
| Đội               | Tr | T | H | B | BT | BB | HS  | Đ |
| ----------------- | -- | - | - | - | -- | -- | --- | - |
| Brasil            | 3  | 2 | 1 | 0 | 5  | 2  | +3  | 7 |
| Bồ Đào Nha        | 3  | 1 | 2 | 0 | 7  | 0  | +7  | 5 |
| Bờ Biển Ngà       | 3  | 1 | 1 | 1 | 4  | 3  | +1  | 4 |
| CHDCND Triều Tiên | 3  | 0 | 0 | 3 | 1  | 12 | −11 | 0 |

| 15 tháng 6 năm 2010 |     |                   |                                                 |
| Bờ Biển Ngà         | 0–0 | Bồ Đào Nha        | Sân vận động Nelson Mandela Bay, Port Elizabeth |
| Brasil              | 2–1 | CHDCND Triều Tiên | Sân vận động Ellis Park, Johannesburg           |
| 20 tháng 6 năm 2010 |     |                   |                                                 |
| Brasil              | 3–1 | Bờ Biển Ngà       | Soccer City, Johannesburg                       |
| 21 tháng 6 năm 2010 |     |                   |                                                 |
| Bồ Đào Nha          | 7–0 | CHDCND Triều Tiên | Sân vận động Cape Town, Cape Town               |
| 25 tháng 6 năm 2010 |     |                   |                                                 |
| Bồ Đào Nha          | 0–0 | Brasil            | Sân vận động Moses Mabhida, Durban              |
| CHDCND Triều Tiên   | 0–3 | Bờ Biển Ngà       | Sân vận động Mbombela, Nelspruit                |

#### Bảng H
| Đội         | Tr | T | H | B | BT | BB | HS | Đ |
| ----------- | -- | - | - | - | -- | -- | -- | - |
| Tây Ban Nha | 3  | 2 | 0 | 1 | 4  | 2  | +2 | 6 |
| Chile       | 3  | 2 | 0 | 1 | 3  | 2  | +1 | 6 |
| Thụy Sĩ     | 3  | 1 | 1 | 1 | 1  | 1  | 0  | 4 |
| Honduras    | 3  | 0 | 1 | 2 | 0  | 3  | −3 | 1 |

| 16 tháng 6 năm 2010 |     |             |                                                 |
| Honduras            | 0–1 | Chile       | Sân vận động Mbombela, Nelspruit                |
| Tây Ban Nha         | 0–1 | Thụy Sĩ     | Sân vận động Moses Mabhida, Durban              |
| 21 tháng 6 năm 2010 |     |             |                                                 |
| Chile               | 1–0 | Thụy Sĩ     | Sân vận động Nelson Mandela Bay, Port Elizabeth |
| Tây Ban Nha         | 2–0 | Honduras    | Sân vận động Ellis Park, Johannesburg           |
| 25 tháng 6 năm 2010 |     |             |                                                 |
| Chile               | 1–2 | Tây Ban Nha | Sân vận động Loftus Versfeld, Pretoria          |
| Thụy Sĩ             | 0–0 | Honduras    | Sân vận động Free State, Bloemfontein           |

### Vòng đấu loại trực tiếp

#### Sơ đồ khái quát
|  | Round of 16                 | Round of 16                |                           |       | Tứ kết        | Tứ kết        |                             |                             | Bán kết | Bán kết |  |  | Chung kết | Chung kết |
|  |                             |                            |                           |       |               |               |                             |                             |         |         |  |  |           |           |
|  | 26 tháng 6 – Port Elizabeth |                            |                           |       |               |               |                             |                             |         |         |  |  |           |           |
|  |                             |                            |                           |       |               |               |                             |                             |         |         |  |  |           |           |
|  | Uruguay                     | 2                          |                           |       |               |               |                             |                             |         |         |  |  |           |           |
|  | Uruguay                     | 2                          | 2 tháng 7 – Johannesburg  |       |               |               |                             |                             |         |         |  |  |           |           |
|  | Hàn Quốc                    | 1                          |                           |       |               |               |                             |                             |         |         |  |  |           |           |
|  | Hàn Quốc                    | 1                          | Uruguay (pen.)            | 1 (4) |               |               |                             |                             |         |         |  |  |           |           |
|  | 26 tháng 6 – Rustenburg     |                            | Uruguay (pen.)            | 1 (4) |               |               |                             |                             |         |         |  |  |           |           |
|  |                             | Ghana                      | 1 (2)                     |       |               |               |                             |                             |         |         |  |  |           |           |
|  | Hoa Kỳ                      | Ghana                      | 1 (2)                     | 1     |               |               |                             |                             |         |         |  |  |           |           |
|  | Hoa Kỳ                      |                            | 6 tháng 7 – Cape Town     | 1     |               |               |                             |                             |         |         |  |  |           |           |
|  | Ghana (h.p.)                | 2                          |                           |       |               |               |                             |                             |         |         |  |  |           |           |
|  | Ghana (h.p.)                | 2                          | Uruguay                   | 2     |               |               |                             |                             |         |         |  |  |           |           |
|  | 28 tháng 6 – Durban         |                            | Uruguay                   | 2     |               |               |                             |                             |         |         |  |  |           |           |
|  |                             | Hà Lan                     | 3                         |       |               |               |                             |                             |         |         |  |  |           |           |
|  | Hà Lan                      | Hà Lan                     | 3                         | 2     |               |               |                             |                             |         |         |  |  |           |           |
|  | Hà Lan                      | 2 tháng 7 – Port Elizabeth |                           | 2     |               |               |                             |                             |         |         |  |  |           |           |
|  | Slovakia                    | 1                          |                           |       |               |               |                             |                             |         |         |  |  |           |           |
|  | Slovakia                    | 1                          | Hà Lan                    | 2     |               |               |                             |                             |         |         |  |  |           |           |
|  | 28 tháng 6 – Johannesburg   |                            | Hà Lan                    | 2     |               |               |                             |                             |         |         |  |  |           |           |
|  |                             | Brasil                     | 1                         |       |               |               |                             |                             |         |         |  |  |           |           |
|  | Brasil                      | Brasil                     | 1                         | 3     |               |               |                             |                             |         |         |  |  |           |           |
|  | Brasil                      |                            | 11 tháng 7 – Johannesburg | 3     |               |               |                             |                             |         |         |  |  |           |           |
|  | Chile                       | 0                          |                           |       |               |               |                             |                             |         |         |  |  |           |           |
|  | Chile                       | 0                          | Hà Lan                    | 0     |               |               |                             |                             |         |         |  |  |           |           |
|  | 27 tháng 6 – Johannesburg   |                            | Hà Lan                    | 0     |               |               |                             |                             |         |         |  |  |           |           |
|  |                             | Tây Ban Nha (h.p.)         | 1                         |       |               |               |                             |                             |         |         |  |  |           |           |
|  | Argentina                   | Tây Ban Nha (h.p.)         | 1                         | 3     |               |               |                             |                             |         |         |  |  |           |           |
|  | Argentina                   | 3 tháng 7 – Cape Town      |                           | 3     |               |               |                             |                             |         |         |  |  |           |           |
|  | México                      | 1                          |                           |       |               |               |                             |                             |         |         |  |  |           |           |
|  | México                      | 1                          | Argentina                 | 0     |               |               |                             |                             |         |         |  |  |           |           |
|  | 27 tháng 6 – Bloemfontein   |                            | Argentina                 | 0     |               |               |                             |                             |         |         |  |  |           |           |
|  |                             | Đức                        | 4                         |       |               |               |                             |                             |         |         |  |  |           |           |
|  | Đức                         | Đức                        | 4                         | 4     |               |               |                             |                             |         |         |  |  |           |           |
|  | Đức                         |                            | 7 tháng 7 – Durban        | 4     |               |               |                             |                             |         |         |  |  |           |           |
|  | Anh                         | 1                          |                           |       |               |               |                             |                             |         |         |  |  |           |           |
|  | Anh                         | 1                          | Đức                       | 0     |               |               |                             |                             |         |         |  |  |           |           |
|  | 29 tháng 6 – Pretoria       |                            | Đức                       | 0     |               |               |                             |                             |         |         |  |  |           |           |
|  |                             | Tây Ban Nha                | 1                         |       | Tranh hạng ba | Tranh hạng ba |                             |                             |         |         |  |  |           |           |
|  | Paraguay (pen.)             | Tây Ban Nha                | 1                         | 0 (5) | Tranh hạng ba | Tranh hạng ba |                             |                             |         |         |  |  |           |           |
|  | Paraguay (pen.)             | 3 tháng 7 – Johannesburg   | 3 tháng 7 – Johannesburg  | 0 (5) |               |               | 10 tháng 7 – Port Elizabeth | 10 tháng 7 – Port Elizabeth |         |         |  |  |           |           |
|  | Nhật Bản                    | 3 tháng 7 – Johannesburg   | 3 tháng 7 – Johannesburg  | 0 (3) |               |               | 10 tháng 7 – Port Elizabeth | 10 tháng 7 – Port Elizabeth |         |         |  |  |           |           |
|  | Nhật Bản                    | Paraguay                   | 0                         | 0 (3) | Uruguay       | 2             |                             |                             |         |         |  |  |           |           |
|  | 29 tháng 6 – Cape Town      | Paraguay                   | 0                         |       | Uruguay       | 2             |                             |                             |         |         |  |  |           |           |
|  |                             | Tây Ban Nha                | 1                         |       | Đức           | 3             |                             |                             |         |         |  |  |           |           |
|  | Tây Ban Nha                 | Tây Ban Nha                | 1                         | 1     | Đức           | 3             |                             |                             |         |         |  |  |           |           |
|  | Tây Ban Nha                 |                            |                           | 1     |               |               |                             |                             |         |         |  |  |           |           |
|  | Bồ Đào Nha                  | 0                          |                           |       |               |               |                             |                             |         |         |  |  |           |           |
|  | Bồ Đào Nha                  | 0                          |                           |       |               |               |                             |                             |         |         |  |  |           |           |

#### Vòng 16 đội
| Uruguay        | 2–1      | Hàn Quốc           |
| -------------- | -------- | ------------------ |
| Suárez 8', 80' | Chi tiết | Lee Chung-Yong 68' |

| Hoa Kỳ              | 1–2 (s.h.p.) | Ghana                |
| ------------------- | ------------ | -------------------- |
| Donovan 62' (ph.đ.) | Chi tiết     | Prince 5' · Gyan 93' |

| Đức                                        | 4–1      | Anh       |
| ------------------------------------------ | -------- | --------- |
| Klose 20' · Podolski 32' · Müller 67', 70' | Chi tiết | Upson 37' |

| Argentina                    | 3–1      | México          |
| ---------------------------- | -------- | --------------- |
| Tevez 26', 52' · Higuaín 33' | Chi tiết | J.Hernández 71' |

| Hà Lan                    | 2–1      | Slovakia             |
| ------------------------- | -------- | -------------------- |
| Robben 18' · Sneijder 84' | Chi tiết | Vittek 90+4' (ph.đ.) |

| Brasil                                    | 3–0      | Chile |
| ----------------------------------------- | -------- | ----- |
| Juan 34' · Luís Fabiano 38' · Robinho 59' | Chi tiết |       |

| Paraguay                                       | 0–0 (s.h.p.) | Nhật Bản                       |
| ---------------------------------------------- | ------------ | ------------------------------ |
|                                                | Chi tiết     |                                |
| Loạt sút luân lưu                              |              |                                |
| Barreto · Barrios · Riveros · Valdez · Cardozo | 5–3          | Endō · Hasebe · Komano · Honda |

| Tây Ban Nha | 1–0      | Bồ Đào Nha |
| ----------- | -------- | ---------- |
| Villa 63'   | Chi tiết |            |

#### Tứ kết
| Hà Lan            | 2–1      | Brasil      |
| ----------------- | -------- | ----------- |
| Sneijder 53', 68' | Chi tiết | Robinho 10' |

| Uruguay                                          | 1–1 (s.h.p.) | Ghana                            |
| ------------------------------------------------ | ------------ | -------------------------------- |
| Forlán 55'                                       | Chi tiết     | Muntari 45+2'                    |
| Loạt sút luân lưu                                |              |                                  |
| Forlán · Victorino · Scotti · M. Pereira · Abreu | 4–2          | Gyan · Appiah · Mensah · Adiyiah |

| Argentina | 0–4      | Đức                                        |
| --------- | -------- | ------------------------------------------ |
|           | Chi tiết | Müller 3' · Klose 68', 89' · Friedrich 74' |

| Paraguay | 0–1      | Tây Ban Nha |
| -------- | -------- | ----------- |
|          | Chi tiết | Villa 83'   |

#### Bán kết
Hà Lan giành quyền vào trận chung kết lần thứ ba trong lịch sử sau chiến thắng 3–2 trước Uruguay. Tây Ban Nha lần đầu tiên vào trận chung kết FIFA World Cup sau chiến thắng 1–0 trước Đức. Như vậy, đây là lần đầu trong lịch sử mà trận chung kết FIFA World Cup không có sự góp mặt của ít nhất một trong các đội: Brasil, Ý, Đức và Argentina.
| Uruguay                       | 2–3      | Hà Lan                                          |
| ----------------------------- | -------- | ----------------------------------------------- |
| Forlán 41' · M. Pereira 90+2' | Chi tiết | Van Bronckhorst 18' · Sneijder 70' · Robben 73' |

| Đức | 0–1 | Tây Ban Nha |
| --- | --- | ----------- |
|     |     | Puyol 73''  |

#### Tranh hạng ba
| Uruguay                 | 2–3      | Đức                                   |
| ----------------------- | -------- | ------------------------------------- |
| Cavani 28' · Forlán 51' | Chi tiết | Müller 19' · Jansen 56' · Khedira 82' |

#### Chung kết
Trận chung kết Giải vô địch bóng đá thế giới 2010 được tổ chức thi đấu vào ngày 11 tháng 7 năm 2010 tại sân vận động Soccer City, Johannesburg, Nam Phi. Đội tuyển Tây Ban Nha đánh bại tuyển Hà Lan với tỉ số 1–0 và giành chức vô địch World Cup đầu tiên trong lịch sử của mình. Trận đấu phải thi đấu thêm hai hiệp phụ sau khi hai đội hòa nhau với tỉ số 0–0 sau hai hiệp chính, và tiền vệ của đội tuyển Tây Ban Nha Andrés Iniesta đã ghi bàn quyết định trong hiệp phụ thứ hai để xác định đội chiến thắng.
Chung kết giải vô địch bóng đá thế giới 2010 đã lập một kỷ lục mới về số thẻ phạt được rút ra trong một trận chung kết World Cup với tổng cộng 14 thẻ phạt, trong đó có một thẻ đỏ dành cho John Heitinga của Hà Lan sau khi nhận hai thẻ vàng. Ngoài ra còn có thể nhắc đến cú đá bằng gầm giày nguy hiểm của Nigel de Jong vào ngực của Xabi Alonso ở giữa hiệp một mà chỉ bị phạt một thẻ vàng.
Diễn biến trận đấu, tuyển Tây Ban Nha và Hà Lan đều có một số cơ hội ghi bàn, nhưng Tây Ban Nha với thế trận lấn lướt nên có nhiều cơ hội hơn, đáng chú ý nhất của Hà Lan là tình huống ở phút thứ 60 của trận đấu khi Arjen Robben thoát xuống sau đường chuyền của Wesley Sneijder và đối mặt với thủ môn Iker Casillas, tuy nhiên pha dứt điểm của tiền đạo người Hà Lan không thắng được thủ thành Tây Ban Nha.. Về phần Tây Ban Nha, Sergio Ramos đã bỏ lỡ cơ hội đánh đầu cận thành trong tư thế trống trải. Bàn thắng quyết định của trận đấu được ghi ở phút thứ 116 ở hiệp phụ thứ hai từ một cú volley nửa nảy của Andrés Iniesta sau đường chuyển của tiền vệ trẻ Cesc Fàbregas.
| Hà Lan | 0–1 (s.h.p.) | Tây Ban Nha  |
| ------ | ------------ | ------------ |
|        | Chi tiết     | Iniesta 116' |

### Vô địch
| Vô địch World Cup 2010Tây Ban Nha Lần đầu tiên |

## Giải thưởng

### Quả bóng vàng
- Giải Quả bóng vàng cho cầu thủ xuất sắc nhất giải, do giới truyền thông bầu chọn (được trao lần đầu vào năm 1982); Quả bóng bạc và Quả bóng đồng cho hai cầu thủ xếp thứ hai và thứ ba về số phiếu trong cuộc bầu chọn này.[25]

| Vị trí | Cầu thủ         |
| ------ | --------------- |
|        | Diego Forlán    |
|        | Wesley Sneijder |
|        | David Villa     |

### Chiếc giày vàng
- Giải Chiếc giày vàng cho vua phá lưới của giải. Chiếc giày bạc và Chiếc giày đồng cho hai cầu thủ về nhì và về ba.[25][26] Kết thúc giải có bốn cầu thủ cùng ghi được năm bàn thắng, nhưng Thomas Müller của đội tuyển Đức được ghi nhận có số đường chuyền thành bàn nhiều hơn đã giành giải cao nhất. David Villa của Tây Ban Nha và Wesley Sneijder của Hà Lan vượt Diego Forlán của Uruguay do ghi năm bàn trong tổng số thời gian thi đấu ít hơn.

| Vị trí | Cầu thủ         | Số bàn thắng | Số đường chuyền thành bàn | Tổng số thời gian thi đấu |
| ------ | --------------- | ------------ | ------------------------- | ------------------------- |
|        | Thomas Müller   | 5            | 3                         | 473'                      |
|        | David Villa     | 5            | 1                         | 635'                      |
|        | Wesley Sneijder | 5            | 1                         | 652'                      |
| 4      | Diego Forlán    | 5            | 1                         | 654'                      |
| 5      | Gonzalo Higuaín | 4            | 0                         | 341'                      |
| 6      | Róbert Vittek   | 4            | 0                         | 353'                      |
| 7      | Miroslav Klose  | 4            | 0                         | 357'                      |
| 8      | Luis Suárez     | 3            | 2                         | 543'                      |
| 9      | Landon Donovan  | 3            | 0                         | 390'                      |
| 10     | Luís Fabiano    | 3            | 0                         | 418'                      |

### FIFA/FIFPro World XI
Đội hình tiêu biểu của thế giới

Đội hình tiêu biểu ở giải lần này được bầu chọn trực tuyến (theo sơ đồ chiến thuật 4-4-2 cùng huấn luyện viên xuất sắc nhất).
Trong cuộc bầu chọn này, tuyển Tây Ban Nha chiếm ưu thế tuyệt đối với sáu thành viên được chọn (cùng huấn luyện viên trưởng Vicente del Bosque).
| Thủ môn         | Hậu vệ                                                | Tiền vệ                                                            | Tiền đạo                     | Huấn luyện viên      |
| --------------- | ----------------------------------------------------- | ------------------------------------------------------------------ | ---------------------------- | -------------------- |
| - Iker Casillas | - Sergio Ramos - Carles Puyol - Maicon - Philipp Lahm | - Xavi - Andrés Iniesta - Bastian Schweinsteiger - Wesley Sneijder | - Diego Forlán - David Villa | - Vicente del Bosque |

### Các giải thưởng khác
| Giải thưởng               | Đoạt giải     |
| ------------------------- | ------------- |
| Thủ môn xuất sắc nhất     | Iker Casillas |
| Cầu thủ trẻ xuất sắc nhất | Thomas Müller |
| Giải phong cách           | Tây Ban Nha   |

## Cầu thủ ghi bàn
Cầu thủ chạy cánh người Nam Phi Siphiwe Tshabalala là cầu thủ đầu tiên ghi bàn ở giải đấu, bàn thắng mở tỉ số trong trận khai mạc gặp đội tuyển Mexico. Hậu vệ Đan Mạch Daniel Agger là cầu thủ đầu tiên đốt lưới nhà trong trận thua Hà Lan 0-2. Còn tiền đạo Gonzalo Higuaín là cầu thủ đầu tiên lập hat-trick trong trận Argentina thắng Hàn Quốc 4-1, đây là hat-trick thứ 49 trong lịch sử các kỳ World Cup.
Tây Ban Nha lập một kỷ lục World Cup mới khi là đội vô địch ghi được ít bàn thắng nhất với chỉ tám bàn thắng được ghi. Phá vỡ kỷ lục cũ là 11 bàn của Brasil năm 1994, đội Anh năm 1966 và đội Ý năm 1934. Ngoài ra, Tây Ban Nha còn lập hai kỷ lục khác: đội vô địch với ít cầu thủ ghi bàn nhất trong cả giải – ba cầu thủ: David Villa, Andrés Iniesta và Carles Puyol; và đội vô địch để thủng lưới ít bàn nhất - 2 bàn, bằng với thành tích của đội Ý năm 2006 và đội Pháp năm 1998. Tây Ban Nha cũng là đội vô địch World Cup đầu tiên giữ được sạch lưới tại vòng đấu loại trực tiếp.
Có 4 cầu thủ ghi nhiều bàn nhất giải, mỗi cầu thủ ghi được năm bàn. bốn cầu thủ thuộc bốn đội lọt vào Top 4 của giải, mỗi đội đóng góp một cầu thủ. Giành được danh hiệu Chiếc giày vàng là Thomas Müller của đội Đức vì ngoài năm bàn thắng, anh còn có ba đường chuyền thành bàn, trong khi ba cầu thủ còn lại, mỗi cầu thủ chỉ có một đường chuyền thành bàn. Danh hiệu Chiếc giày bạc thuộc về David Villa của Tây Ban Nha, vì tổng số thời gian thi đấu trên sân của anh là 635 phút ít hơn hai đối thủ còn lại. Chiếc giày đồng thuộc về Wesley Sneijder của Hà Lan với 652 phút có mắt thi đấu trên sân. Diego Forlán của Uruguay trượt danh hiệu chiếc giày đồng khi thi đấu nhiều hơn Wesley Sneijder hai phút.
Chỉ có tổng cộng 145 bàn thắng được ghi tại kỳ World Cup lần này, ít nhất kể từ khi giải chuyển sang thể thức thi đấu 64 trận. Đây nối tiếp đà đi xuống về số lượng bàn thắng được ghi từ khi giải chuyển sang thể thức thi đấu này, với 171 bàn thắng được ghi tại World Cup 1998, 161 bàn thắng được ghi tại World Cup 2002 và 147 bàn thắng được ghi tại World Cup 2006.
Đây là danh sách những cầu thủ ghi bàn tại World Cup 2010
5 bàn
- Thomas Müller
- Wesley Sneijder
- David Villa
- Diego Forlán

4 bàn
- Gonzalo Higuaín
- Miroslav Klose
- Róbert Vittek

3 bàn
- Luís Fabiano
- Asamoah Gyan
- Landon Donovan
- Luis Suárez

2 bàn
- Carlos Tevez
- Brett Holman
- Elano
- Robinho
- Samuel Eto'o
- Lukas Podolski
- Honda Keisuke
- Javier Hernández
- Arjen Robben
- Kalu Uche
- Tiago
- Lee Chung-Yong
- Lee Jung-Soo
- Andrés Iniesta

1 bàn
- Martín Demichelis
- Gabriel Heinze
- Martín Palermo
- Tim Cahill
- Juan
- Maicon
- Jean Beausejour
- Mark González
- Rodrigo Millar
- Nicklas Bendtner
- Dennis Rommedahl
- Jon Dahl Tomasson
- Jermain Defoe
- Steven Gerrard
- Matthew Upson
- Florent Malouda
- Cacau
- Arne Friedrich
- Marcell Jansen
- Sami Khedira
- Mesut Özil
- Kevin-Prince Boateng
- Sulley Muntari
- Dimitris Salpingidis
- Vasilis Torosidis
- Daniele De Rossi
- Antonio Di Natale
- Vincenzo Iaquinta
- Fabio Quagliarella
- Didier Drogba
- Salomon Kalou
- Romaric
- Yaya Touré
- Endō Yasuhito
- Okazaki Shinji
- Cuauhtémoc Blanco
- Rafael Márquez
- Klaas-Jan Huntelaar
- Dirk Kuyt
- Giovanni van Bronckhorst
- Robin van Persie
- Winston Reid
- Shane Smeltz
- Yakubu Aiyegbeni
- Ji Yun-Nam
- Antolín Alcaraz
- Cristian Riveros
- Enrique Vera
- Hugo Almeida
- Cristiano Ronaldo
- Liédson
- Raul Meireles
- Simão
- Milan Jovanović
- Marko Pantelić
- Kamil Kopúnek
- Valter Birsa
- Robert Koren
- Zlatan Ljubijankić
- Bongani Khumalo
- Katlego Mphela
- Siphiwe Tshabalala
- Park Chu-Young
- Park Ji-Sung
- Carles Puyol
- Gelson Fernandes
- Michael Bradley
- Clint Dempsey
- Edinson Cavani
- Álvaro Pereira
- Maxi Pereira
- An-Byong Jun

phản lưới nhà
- Daniel Agger (trong trận gặp Hà Lan)
- Park Chu-Young (trong trận gặp Argentina)

## Tranh cãi

### Các sai sót của trọng tài
Sai lầm của trọng tài cũng là một trong những điểm nóng mà gây nhiều tranh cãi của kì World Cup này. Ở trận vòng 1/8 của hai đội Đức và Anh, trọng tài Jorge Larrionda đã sai lầm khi không công nhận bàn thắng hoàn toàn hợp lệ của Frank Lampard, khi tỉ số chiến thắng đang là 2-1 cho Đức, đây được nhiều người liên tưởng làm cho là sự tương đồng với sai lầm tại trận chung kết World Cup 1966 nhưng trái ngược quan hệ đối tượng 2 đội trong tình huống này và báo chí Đức gọi đây là"Sự trả thù"cho chính thiệt thòi của họ ngay ở Sân vận động Wembley (1923) tại Luân Đôn của chính nước Anh. Trọng tài Howard Webb bỏ qua tình huống Nigel de Jong vào bóng nguy hiểm đạp thẳng vào ngực Xabi Alonso, một pha bóng xứng đáng nhận thẻ đỏ, nhưng ông chỉ tặng De Jong một thẻ vàng. Ngoài ra, ở trận đấu vòng 1/8 giữa Argentina và Mexico, trọng tài người Ý Roberto Rosetti cũng đã công nhận một bàn thắng trong lỗi việt vị rất rõ ràng của Carlos Tévez.

## Thống kê

### Số đội của mỗi liên đoàn tại mỗi vòng đấu
Đây là lần đầu tiên, một đội của châu Âu vô địch khi giải không được tổ chức trên cựu lục địa.
| Liên đoàn | Vòng bảng | Vòng 1/8 | Tứ kết | Bán kết | Chung kết | Vô địch |
| --------- | --------- | -------- | ------ | ------- | --------- | ------- |
| UEFA      | 13        | 6        | 3      | 3       | 2         | 1       |
| CAF       | 6         | 1        | 1      |         |           |         |
| CONMEBOL  | 5         | 5        | 4      | 1       |           |         |
| AFC       | 4         | 2        |        |         |           |         |
| CONCACAF  | 3         | 2        |        |         |           |         |
| OFC       | 1         |          |        |         |           |         |
| Tổng cộng | 32        | 16       | 8      | 4       | 2         | 1       |

### Bảng xếp hạng các đội tuyển
Ngay sau trận chung kết, FIFA đã công bố bảng xếp hạng các đội tuyển của World Cup 2010. Bảng xếp hạng dựa vào độ tiến sâu vào giải của từng đội, tiếp đến là số điểm ghi được, rồi hiệu số bàn thắng và số bàn thắng ghi được. Điểm số ghi được dựa theo nguyên tắc tính điểm của vòng bảng, nghĩa là 3 điểm cho một trận thắng, 1 điểm cho một trận hòa, và 0 điểm cho một trận thua.
| R                     | Đội                                               | G | P | W | D | L | GF | GA | GD  | Pts. |
| --------------------- | ------------------------------------------------- | - | - | - | - | - | -- | -- | --- | ---- |
| 1                     | Tây Ban Nha                                       | H | 7 | 6 | 0 | 1 | 8  | 2  | +6  | 18   |
| 2                     | Hà Lan                                            | E | 7 | 6 | 0 | 1 | 12 | 6  | +6  | 18   |
| 3                     | Đức                                               | D | 7 | 5 | 0 | 2 | 16 | 5  | +11 | 15   |
| 4                     | Uruguay                                           | A | 7 | 3 | 2 | 2 | 11 | 8  | +3  | 11   |
| Bị loại ở tứ kết      |                                                   |   |   |   |   |   |    |    |     |      |
| 5                     | Argentina                                         | B | 5 | 4 | 0 | 1 | 10 | 6  | +4  | 12   |
| 6                     | Brasil                                            | G | 5 | 3 | 1 | 1 | 9  | 4  | +5  | 10   |
| 7                     | Ghana                                             | D | 5 | 2 | 2 | 1 | 5  | 4  | +1  | 8    |
| 8                     | Paraguay                                          | F | 5 | 1 | 3 | 1 | 3  | 2  | +1  | 6    |
| Bị loại ở vòng 16 đội |                                                   |   |   |   |   |   |    |    |     |      |
| 9                     | Nhật Bản                                          | E | 4 | 2 | 1 | 1 | 4  | 2  | +2  | 7    |
| 10                    | Chile                                             | H | 4 | 2 | 0 | 2 | 3  | 5  | −2  | 6    |
| 11                    | Bồ Đào Nha                                        | G | 4 | 1 | 2 | 1 | 7  | 1  | +6  | 5    |
| 12                    | Hoa Kỳ                                            | C | 4 | 1 | 2 | 1 | 5  | 5  | 0   | 5    |
| 13                    | Anh                                               | C | 4 | 1 | 2 | 1 | 3  | 5  | −2  | 5    |
| 14                    | México                                            | A | 4 | 1 | 1 | 2 | 4  | 5  | −1  | 4    |
| 15                    | Hàn Quốc                                          | B | 4 | 1 | 1 | 2 | 6  | 8  | −2  | 4    |
| 16                    | Slovakia                                          | F | 4 | 1 | 1 | 2 | 5  | 7  | −2  | 4    |
| Bị loại ở vòng bảng   |                                                   |   |   |   |   |   |    |    |     |      |
| 17                    | Bờ Biển Ngà                                       | G | 3 | 1 | 1 | 1 | 4  | 3  | +1  | 4    |
| 18                    | Slovenia                                          | C | 3 | 1 | 1 | 1 | 3  | 3  | 0   | 4    |
| 19                    | Thụy Sĩ                                           | H | 3 | 1 | 1 | 1 | 1  | 1  | 0   | 4    |
| 20                    | Nam Phi                                           | A | 3 | 1 | 1 | 1 | 3  | 5  | −2  | 4    |
| 21                    | Úc                                                | D | 3 | 1 | 1 | 1 | 3  | 6  | −3  | 4    |
| 22                    | New Zealand                                       | F | 3 | 0 | 3 | 0 | 2  | 2  | 0   | 3    |
| 23                    | Serbia                                            | D | 3 | 1 | 0 | 2 | 2  | 3  | −1  | 3    |
| 24                    | Đan Mạch                                          | E | 3 | 1 | 0 | 2 | 3  | 6  | −3  | 3    |
| 25                    | Hy Lạp                                            | B | 3 | 1 | 0 | 2 | 2  | 5  | −3  | 3    |
| 26                    | Ý                                                 | F | 3 | 0 | 2 | 1 | 4  | 5  | −1  | 2    |
| 27                    | Nigeria                                           | B | 3 | 0 | 1 | 2 | 3  | 5  | −2  | 1    |
| 28                    | Algérie                                           | C | 3 | 0 | 1 | 2 | 0  | 2  | −2  | 1    |
| 29                    | Pháp                                              | A | 3 | 0 | 1 | 2 | 1  | 4  | −3  | 1    |
| 30                    | [[File:\|23x15px\|border \|alt=\|link=]] Honduras | H | 3 | 0 | 1 | 2 | 0  | 3  | −3  | 1    |
| 31                    | Cameroon                                          | E | 3 | 0 | 0 | 3 | 2  | 5  | −3  | 0    |
| 32                    | CHDCND Triều Tiên                                 | G | 3 | 0 | 0 | 3 | 1  | 12 | −11 | 0    |

## Biểu tượng

### Linh vật

Zakumi là linh vật chính thức của World Cup 2010.

Linh vật chính thức của World Cup 2010 là con báo hoa mai Zakumi, sinh ngày 16 tháng 6, 1994 , được giới thiệu lần đầu ngày 22 tháng 9 năm 2008. Tên của chú được ghép từ "ZA", chữ viết tắt quốc tế của Nam Phi, và "kumi", có nghĩa là số mười trong nhiều thứ tiếng châu Phi. Zakumi gồm hai màu vàng-xanh là màu áo của tuyển Nam Phi.
Ngày sinh của Zakumi trùng với ngày Thanh niên ở Nam Phi. Còn năm 1994 đánh dấu cuộc bầu cử không phân biệt chủng tộc đầu tiên ở quốc gia này. Andries Odendaal thuộc thành phố Cape Town là tác giả thiết kế linh vật.
Khẩu hiệu chính thức của Zakumi là: "Lối chơi của Zakumi là lối chơi Fair Play. - Zakumi's game is Fair Play." Khẩu hiệu xuất hiện trên những bảng quảng cáo điện tử của FIFA Confederations Cup 2009, và World Cup 2010.

### Âm nhạc
FIFA đã chọn bài hát "Waka Waka (This Time For Africa)" do Shakira viết và biểu diễn cùng nhóm nhạc Freshlyground. Ông Sepp Blatter, Chủ tịch FIFA, phát biểu về bài hát:
| “ | Waka Waka thể hiện được những gì chúng ta có thể mong đợi từ người hâm mộ bóng đá ở Nam Phi: sự hoạt động, sức mạnh và năng động. Nó tiêu biểu cho 4 tuần lễ hội bóng đá sẽ diễn ra tại Nam Phi. Không có gì thể hiện cho niềm vui bóng đá tốt hơn âm nhạc, đặc biệt là khi nó là một bài hát đầy năng lượng và sôi động như Waka Waka | ” |

Bài hát dựa trên bài hát truyền thống của những người lính châu Phi, "Zangalewa". Shakira và Freshlyground đã biểu diễn bài hát tại buổi hòa nhạc trước giải đấu ở Soweto vào ngày 10 tháng 6. Bài hát cũng được trình diễn tại lễ khai mạc vào ngày 11 tháng 6 và tại lễ bế mạc vào ngày 11 tháng 7.
Bài hát dành cho linh vật chính thức của giải đấu là "Game On".
Bài hát chính thức (anthem) của giải đấu là "Sign of a Victory" do R. Kelly trình bày cùng nhóm nhạc Soweto Spiritual Singers, cũng được trình diễn tại lễ khai mạc.

### Bóng thi đấu

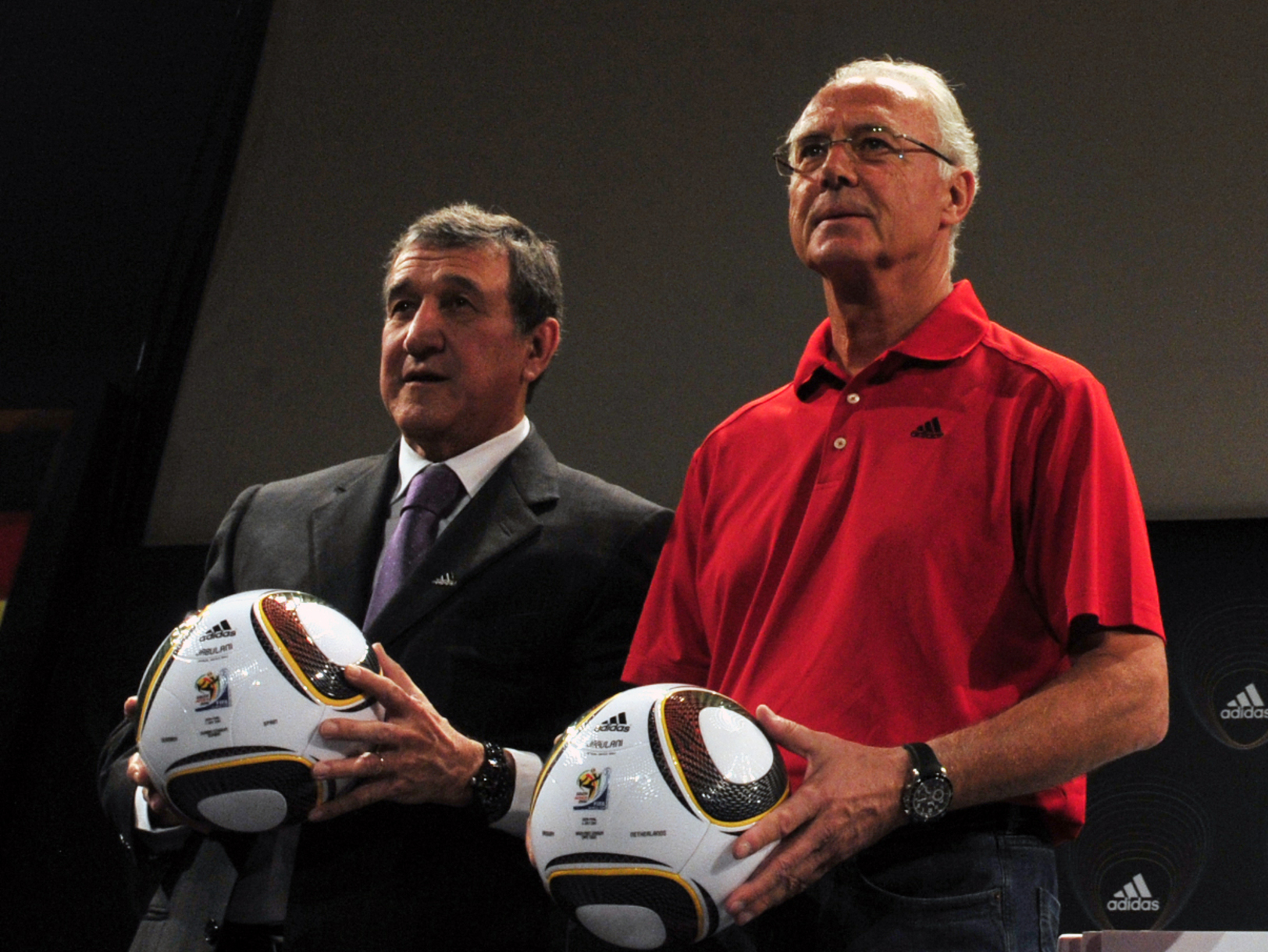
Carlos Alberto Parreira và Franz Beckenbauer trong trận bán kết ngày 5/7/2010

Jabulani là quả bóng chính thức được dùng ở các trận đấu tại giải vô địch bóng đá thế giới 2010 do hãng Adidas sản xuất. Bóng được công bố tại Cape Town, Nam Phi vào ngày 4 tháng 12 năm 2009 và đã được phát triển tại Đại học Loughborough, Anh Quốc. Từ "Jabulani" có nghĩa là "Hãy hạnh phúc" hay "Chào mừng" trong tiếng Zulu.
Quả bóng này cũng được sử dụng trong Giải vô địch bóng đá thế giới các câu lạc bộ 2009 ở UAE, và một phiên bản đặc biệt khác của trái bóng, Jabulani Angola, là quả bóng được dùng trong Cúp bóng đá châu Phi 2010. Nó cũng được sử dụng tại Clausura 2010 của giải Argentina cũng như ở MLS 2010 của Mỹ trong màu xanh da trời và màu xanh lá cây, hai màu chủ đạo của các giải đấu này.
Quả bóng được chế tạo bằng cách sử dụng một thiết kế mới, bao gồm 8 miếng ghép (giảm xuống từ 14 miếng ghép trong World Cup 2006) được hàn bằng nhiệt-ngoại quan thay vì khâu bằng chỉ như những quả bóng khác. Đây là những vật thể hình cầu, được đúc từ chất axetat etylen-vinyl và nhựa nhiệt dẻo polyurethan. Bề mặt của quả bóng được kết cấu với các rãnh, một công nghệ mới được phát triển bởi Adidas và được gọi là GripnGroove để nhằm cải thiện khí động học của quả bóng. Việc thiết kế đã nhận được sự quan tâm đáng kể từ các học viện, bằng chứng là quả bóng đã được phát triển trong quan hệ đối tác với các nhà nghiên cứu từ Trường đại học Loughborough, Vương quốc Anh.
Bóng được trang trí bằng bốn hoa văn giống hình tam giác trên nền trắng. Mười một màu sắc khác nhau biểu tượng cho 11 cầu thủ trong một đội bóng và 11 dân tộc của Nam Phi. Jabulani Angola, quả bóng được sử dụng tại Cúp bóng đá châu Phi 2010 tại Angola, có các màu đại diện cho lá cờ của quốc gia chủ nhà gồm màu vàng, đỏ, và màu đen. Đối với trận chung kết được tổ chức tại Johannesburg vào ngày 11 tháng 7, một quả bóng đặc biệt khác sẽ được sử dụng với kết cấu là các tấm bảng vàng, một biến thể đắt giá so với những quả bóng Jabulani thường. Quả bóng đó sẽ được gọi là "Jo'bulani", một lối chơi chữ từ biệt danh của Johannesburg là "Thành phố vàng".
Với những quả bóng được làm tại Trung Quốc, chúng sử dụng ruột làm từ cao su ở Ấn Độ, nhiệt dẻo Pôliurêtan-elastomer từ Đài Loan, axetat etylen-vinyl, đẳng hướng pôliexte / vải cô-tông, keo dán và mực in từ Trung Quốc.

### Vuvuzela

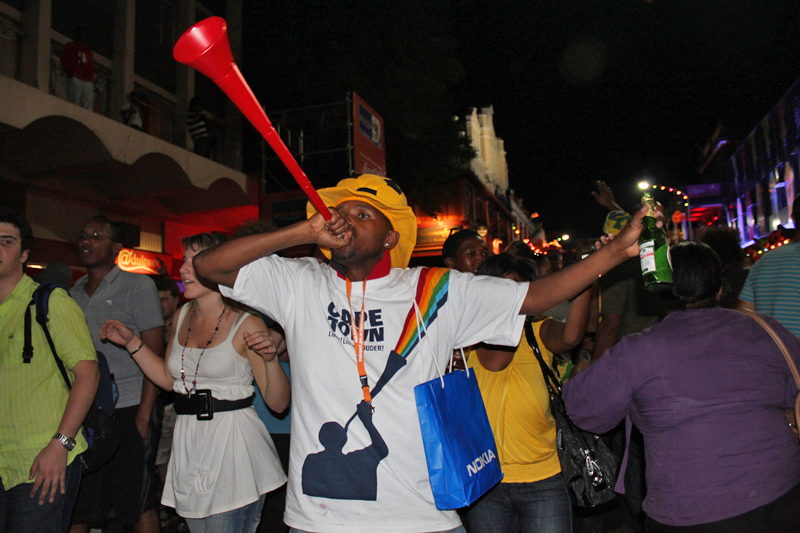
Một người đang thổi Vuvuzela

Vuvuzela phát ra âm thanh đều đều lớn rất đặc biệt, nhiều loại vuvuzela, được làm ra bởi nhiều nhà sản xuất, có thể thay đổi cường độ và tần số âm thanh phát ra. Cường độ của các kết quả âm thanh phát ra phụ thuộc vào kỹ thuật và lực thổi. Theo truyền thống Nam Phi, lấy cảm hứng từ sừng của con kudu, vuvuzela được sử dụng để triệu tập dân làng xa xôi tới tham dự các cuộc tụ họp cộng đồng. Vuvuzela là một loại đồ vật được sử dụng rất nhiều tại các trận đấu bóng đá ở Nam Phi, và nó đã trở thành một biểu tượng của bóng đá Nam Phi, trong các sân vận động nó phát ra âm thanh to và âm thanh khàn đặc của nó phản ánh sự hứng khởi của những người hâm mộ. Nó đã được sử dụng tại Confederations Cup 2009 và giải vô địch bóng đá thế giới 2010.
Vuvuzela cũng là chủ đề của những tranh cãi. Âm thanh cao độ của nó ở cự ly gần có thể dẫn tới mất thính lực vĩnh viễn cho đôi tai, với một tần suất âm thanh lên tới 120 đêxiben (mức có thể gây đau đớn) tại 1 mét khi thổi.